# اچ‌ام‌اس کلاید (ان۱۲)
اچ‌ام‌اس کلاید (ان۱۲) (به انگلیسی: HMS Clyde (N12)) یک زیردریایی بود که طول آن ۳۴۵ فوت (۱۰۵ متر) بود. این زیردریایی در سال ۱۹۳۴ ساخته شد.